# 艾蜜莉·摩根
艾蜜莉·摩根（英語：Amelie Morgan，2003年5月31日—），英國體操運動員，她代表英國隊參加了日本舉行的2020年夏季奧林匹克運動會，並且在女子團體全能比賽上獲得銅牌。

## 早年生活
艾蜜莉·摩根于2003年出生于伯克郡的斯劳。她有一个双胞胎兄弟。当 Slough 体操俱乐部于 2010 年首次开业时，她加入了该俱乐部。2017 年，她转学到体操学院。为了兼顾她的教育和每周 35 小时的训练计划，Amelie 通过牛津大学的 Wolsey Hall在家接受 IGCSE 课程的教育。

## 职业生涯

### 2008年至2010年
Amelie 在位于 Iver 的 Chiltern Gymnastics 开始了她的体操之旅，后来搬到了 Beaconsfield。

### 2015–16 年
摩根于2015年开始了她的体操生涯，在那里她参加了英格兰锦标赛，并在 espoir 级别获得第二名。2016 年，Morgan 被选中参加学校运动会，在那里她在全能、平衡木和自由体操中获得第三名。那年晚些时候，她参加了奥林匹克希望杯，在全能比赛中排名第二，仅次于加拿大的安娜·帕杜拉里乌。

### 2017
摩根在英国锦标赛上仅次于 Taeja James 获得第二名。6 月下旬，摩根宣布她已口头承诺以体操奖学金进入加州大学伯克利分校。7 月，摩根参加了欧洲青年奥林匹克节，在平衡木比赛中，她仅次于俄罗斯的 Ksenia Klimenko 和意大利的 Asia D'Amato，获得平衡木铜牌。11 月，摩根参加了奥林匹克希望杯，在那里她赢得了全能和自由体操金牌，并在跳马比赛中获得银牌。摩根在 2017 年结束了 Top Gym 锦标赛，她在全能比赛中获得第五名，在平衡木上获得第四名，但在自由体操比赛中获得金牌。

### 2021-2022 赛季
7 月，摩根宣布计划将 NCAA 承诺从加州大学伯克利分校改为犹他大学。8 月，她搬到犹他州盐湖城，加入犹他大学体操队，参加 2021-2022 赛季，与奥运银牌得主格蕾丝·麦卡勒姆、卡拉·埃克尔和塞奇·汤普森一起成为新生班的一员。

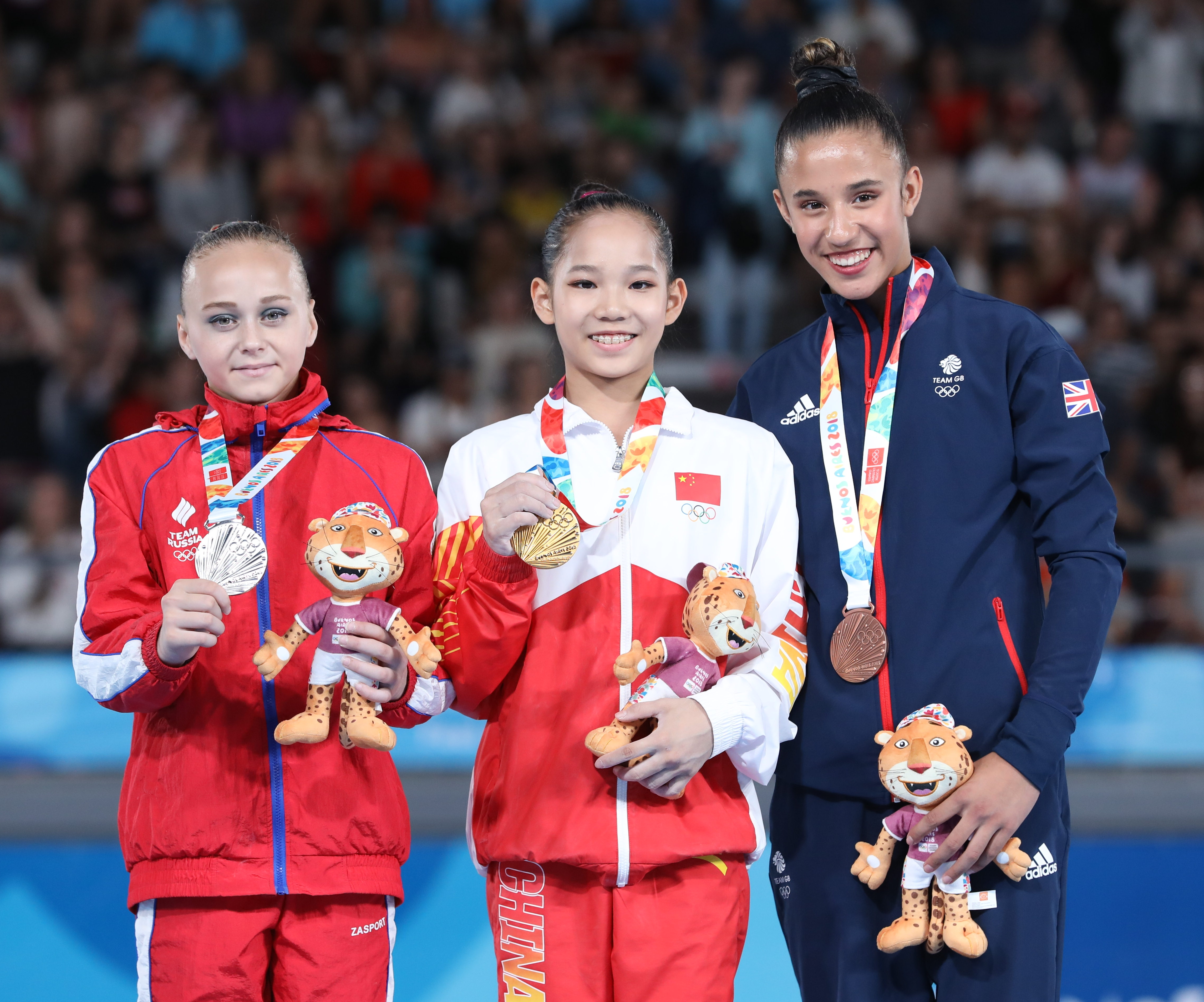
摩根（右）在 2018 年青奥会平衡木领奖台上

摩根在犹他州最佳比赛中首次亮相 NCAA，对阵杨百翰大学、南犹他州和犹他州立大学，在那里她参加了高低杠和平衡木比赛，分别获得了 9.825 分和 9.875 分，帮助犹他州获胜。她随后被评为 Pac-12 本周最佳新生。